# Мочалка (Нижегородская область)
Мочалка —  опустевшая деревня в Большемурашкинском районе Нижегородской области. Входит в состав Григоровского сельсовета.

## География
Находится на расстоянии приблизительно 13 километров по прямой на запад-юго-запад от поселка Большое Мурашкино, административного центра района.

## Население
Постоянное население не было учтено как в 2002 году, так и в 2010.